# 氯化金
三氯化金，又稱氯化金，是最常见的無機金化合物，化學式是AuCl3。其中金元素的化合价為+3，這是它眾多化合物中最為穩定的价态。
氯化金吸濕性很强，极易溶於水及乙醇。溫度高於160 °C或光照時會分解，並產生多種有大量配体的配合物。

## 結構
固態和气态的三氯化金都是二聚物；金的溴化物——AuBr3也是如此。兩個Au分別位於兩個正方平面的中心。此結構稱為平面型結構 ，AlCl3及FeCl3也屬於這個結構。AuCl3中的化学键主要是共价的，反映了它的高化合价和相對高的电负性。

## 化學性质

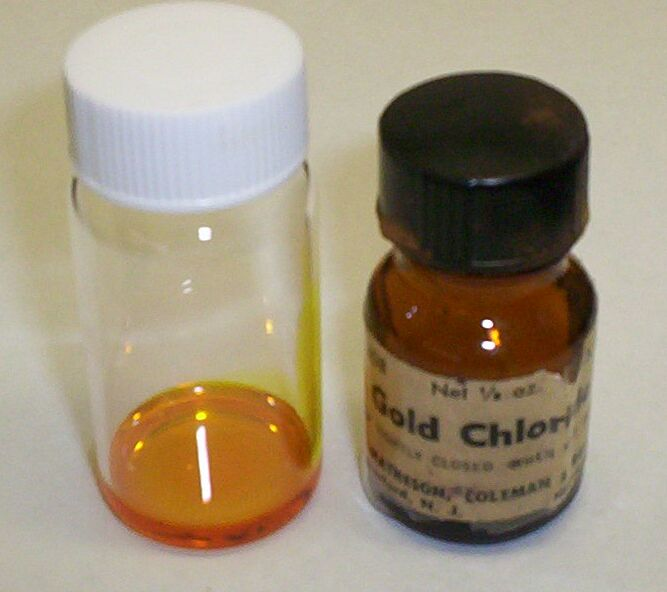
氯化金溶液

無水AuCl3在160℃左右分解為AuCl。但后者更高溫時會发生歧化反应，生成金屬金及AuCl3。
AuCl3 → AuCl + Cl2 (>160℃)
3AuCl → AuCl3 + 2Au (>420℃)
AuCl3是一种路易斯酸，可生成多種加合物，例如：與盐酸反應生成氯金酸（HAuCl4）：
HCl(aq) + AuCl3(aq) → H+ + AuCl4(aq)−
三氯化金的水溶液極易與其它金屬反應置換出金屬金，包括鉀、鈉等活性大的金屬，原因是金的活性序排在很後面（比氫還後面），因此只要排在它前面都能與它置換，例如鎂、鋁、銅反應式為：
2AuCl3 + 3Mg → 3MgCl2 + 2Au
AuCl3 + Al → AlCl3 + Au
2AuCl3 + 3Cu → 3CuCl2 + 2Au
一些氯化物，例如氯化鉀也會与AuCl3反應，生成AuCl4−。
AuCl3溶液與鹼（例如氫氧化鈉）反應，生成不純的Au(OH)3沉澱，此沉淀溶於過量的氫氧化鈉中生成金酸鈉NaAuO2。Au(OH)3受热时，會分解成氧化金（Au2O3），再进一步分解成金屬金。

## 製備
最常用的製備氯化金的方法，是直接在高溫中氯化该金屬：
2Au + 3Cl2 → 2AuCl3
把金溶於王水會產生氯金酸，加熱分解便會生成氯化金：
Au + HNO3 + 4HCl → H[AuCl4] + NO↑ + 2H2O
H[AuCl4] ⇌ AuCl3 + HCl
第二步反應為可逆反應。

## 用途
三氯化金是最常见的金化合物之一，因此常用作合成许多其他金化合物的起始點。例如：溶于水的氰化物配合物——KAu(CN)4：
AuCl3 + 4KCN → KAu(CN)4 + 3KCl
金(III)鹽，特別是NaAuCl4（由AuCl3与NaCl反应製得），可取代有毒的汞(II)鹽作為炔烴反應的催化劑。例如，通过終端炔烴的水合作用来制备甲基酮：
一般在這些条件下，酮的產量可達90%。还有一個用途是在炔烴的胺化反应中作為催化劑。
近年，AuCl3開始引起有機化學家的青睐，因为它可作為其他化學反應的弱酸性催化劑，例如：芳香烴的烷基化反应，以及把呋喃轉換成苯酚（見下）。在有機物的合成以及在制藥工业中也會用到此化學反應。例如：2-甲基呋喃（斯而烷）可在第5位置与甲基乙烯基酮顺利发生烷基化反应：
常溫下，用甲基腈中1 mole%的AuCl3只需進行40分鐘的反應便可產生91%的產物。這個產量值得注意，因為呋喃和酮通常在酸性環境下极易发生聚合反应等的副反应。有時当炔烴存在时，会生成苯酚：
此反應中，碳原子经历了一系列複雜的重排，产生新的芳香環。

## 注意事项
處理三氯化金時應戴上手套及護目鏡，避免直接接觸物料。